# Fernando Vargas Ruiz de Somocurcio
Fernando Vargas Ruiz de Somocurcio SJ (* 8. März 1918 in Arequipa; † 8. Dezember 2003 in Lima) war Erzbischof von Arequipa.

## Leben
Fernando Vargas Ruiz de Somocurcio trat der Ordensgemeinschaft der Jesuiten bei und  empfing am 17. Dezember 1949 die Priesterweihe.
Paul VI. ernannte ihn am 21. September 1971 zum Bischof von Huaraz. Der Apostolische Nuntius in Peru, Luigi Poggi, weihte ihn am 13. November desselben  Jahres zum Bischof; Mitkonsekratoren waren Leonardo José Rodriguez Ballón OFM, Erzbischof von Arequipa, und Ricardo Durand Flórez SJ, Erzbischof ad personam von Callao. 
Der Papst ernannte ihn am 18. Januar 1978 zum Erzbischof von Piura. Am 26. September 1980 wurde er zum Erzbischof von Arequipa ernannt. Am 2. März 1996 nahm Johannes Paul II. seinen altersbedingten Rücktritt an.